# De Toppers

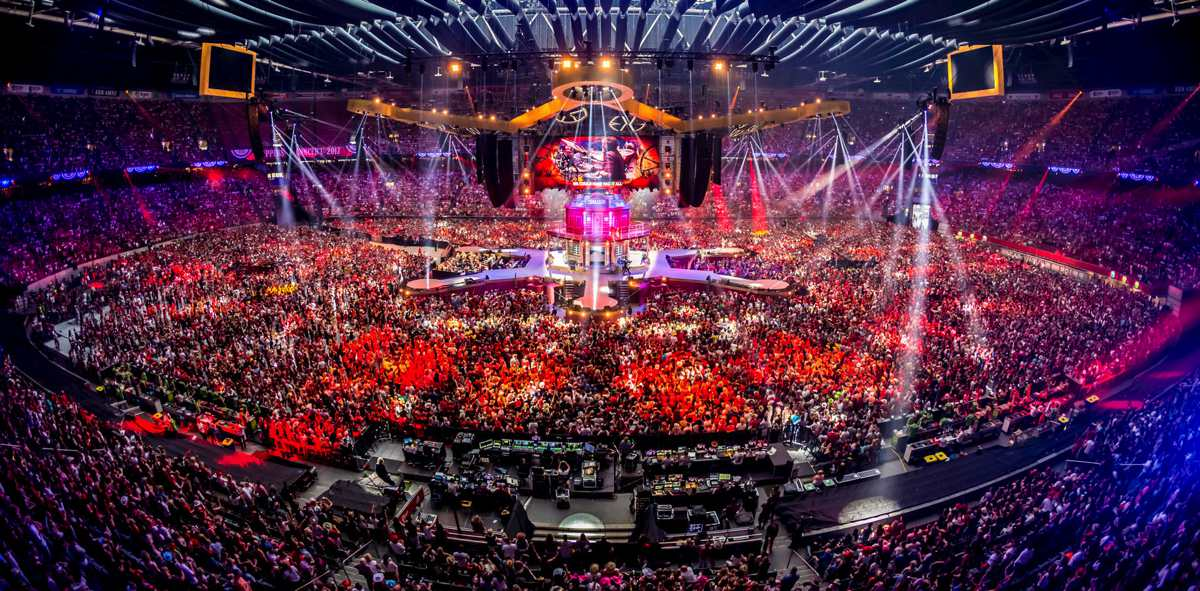
Concierto de De Toppers en el Johan Cruyff Arena en 2017.

De Toppers es un cuarteto vocal neerlandés, compuesto por Jeroen van der Boom, René Froger, Gerard Joling y Jan Smit.
Fue fundado como trío en 2005 por René Froger, Gerard Joling y Gordon Heuckeroth, quien abandonó la formación en 2011. Joling había abandonado el grupo en 2008 y fue sustituido por Jeroen van der Boom; Joling se reincorporó al grupo en 2010. En 2017, Jan Smit se unió al grupo convirtiéndolo en cuarteto.
El repertorio del grupo compagina versiones con material propio. Desde 2005, el grupo ha protagonizado anualmente una serie de conciertos en el Johan Cruyff Arena de Ámsterdam.
De Toppers representaron a los Países Bajos en el Festival de Eurovisión 2009 en Moscú, pero no lograron superar la semifinal.

## Discografía

### Álbumes
- Toppers in Concert (2005)
- Toppers in Concert 2006 (2006)
- Kerst met de Toppers (2006)
- Toppers in Concert 2007 (2007)
- Toppers in Concert 2008 (2008)
- Toppers in Concert 2009 (2009)
- Toppers in Concert 2010 (2010)
- Mega party mix - Volume 1 (2011)
- Toppers in Concert 2011 (2011)
- Mega party mix - Volume 2 (2012)
- Toppers in Concert 2012 (2012)
- Toppers in Concert 2013 (2013)
- Toppers in Concert 2014 (2014)
- Toppers in Concert 2015 (2015)
- Toppers in Concert 2016 (2016)
- Toppers in Concert 2017 (2017)
- Toppers in Concert 2018 (2018)
- Toppers in Concert 2019 (2019)